# Liste der Mitgliedsgesellschaften der AWMF

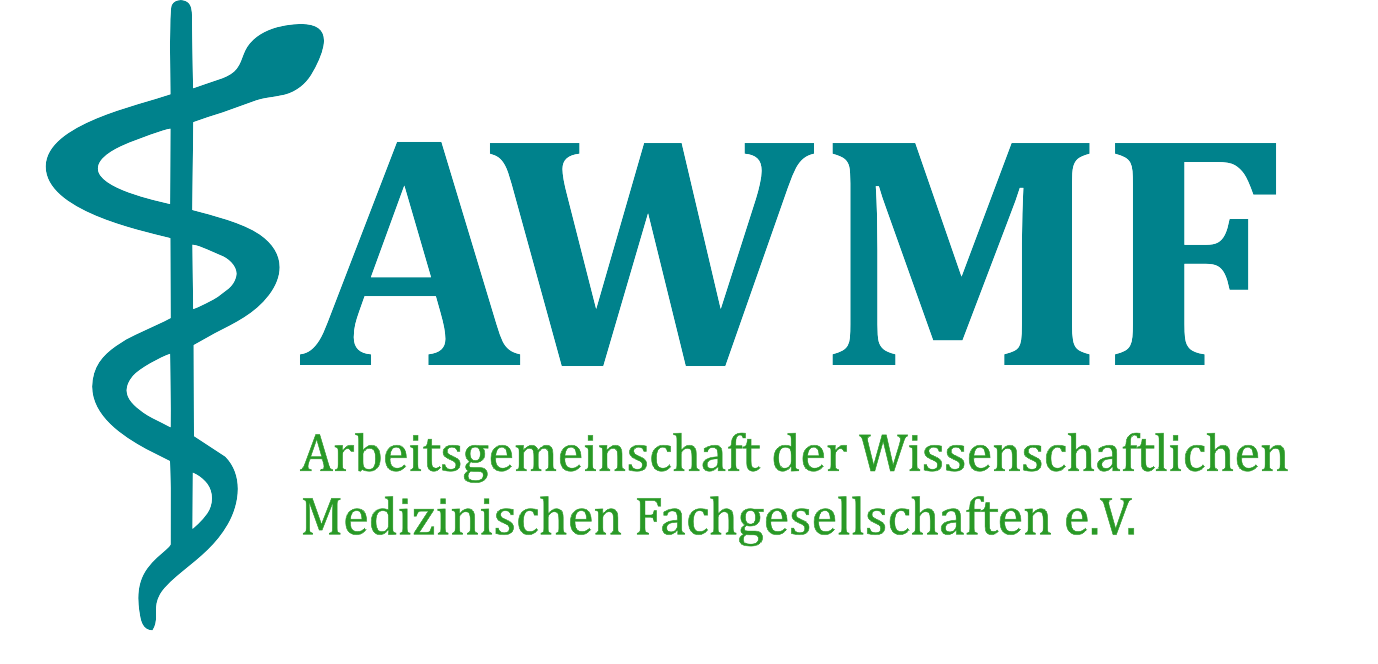

Die Liste der Mitgliedsgesellschaften der AWMF gibt eine Übersicht über die wissenschaftlichen medizinischen Fachgesellschaften in Deutschland, die Mitglieder der Arbeitsgemeinschaft der wissenschaftlichen medizinischen Fachgesellschaften (AWMF) sind (Stand: 28. September 2024).
Die meisten Gesellschaften sind im Rahmen des AWMF-Leitlinienprogramms an der Entwicklung medizinischer Leitlinien beteiligt. Nichtmitglieder sind kursiv geschrieben.

## A
- Deutsche Adipositas-Gesellschaft (DAG)
- Deutsche AIDS-Gesellschaft (DAIG)
- Deutsche Gesellschaft für Allergologie und klinische Immunologie (DGAKI)
- Deutsche Gesellschaft für Allgemein- und Viszeralchirurgie (DGAV)
- Deutsche Gesellschaft für Allgemeinmedizin und Familienmedizin (DEGAM)
- Deutsche Gesellschaft für Anästhesiologie und Intensivmedizin (DGAI)
- Anatomische Gesellschaft (AG)
- Deutsche Gesellschaft für Andrologie (DGA)
- Deutsche Gesellschaft für Angiologie (DGA)
- Deutsche Gesellschaft für Arbeitsmedizin und Umweltmedizin (DGAUM)
- Deutsche Gesellschaft für Arterioskleroseforschung (DGAF)
- Gesellschaft für Arzneimittelanwendungsforschung und Arzneimittelepidemiologie (GAA)
- Deutsche Gesellschaft für ärztliche Entspannungsmethoden, Hypnose, Autogenes Training und Therapie (DGäEHAT)
- Deutsche Gesellschaft für Audiologie (DGA)

## B
- Gesellschaft für Biochemie und Molekularbiologie (GBM)
- Deutsche Gesellschaft für Biologische Psychiatrie (DGBP)
- Deutsche Region der Internationalen Biometrischen Gesellschaft (IBS-DR)

## C
- Deutsche Gesellschaft für Chirurgie (DGCH)

## D
- Deutsche Dermatologische Gesellschaft (DDG)
- Deutsche Diabetes Gesellschaft (DDG)

## E
- Deutsche Gesellschaft für Endokrinologie (DGE)
- Deutsche Gesellschaft für Endoskopie und Bildgebende Verfahren (DGE-BV)
- Deutsche Gesellschaft für Epidemiologie (DGEpi)
- Deutsche Gesellschaft für Epileptologie (DGfE)
- Deutsche Gesellschaft für Ernährungsmedizin (DGEM)
- Akademie für Ethik in der Medizin (AEM)
- Netzwerk Evidenzbasierte Medizin (EbM-Netzwerk)

## G
- Deutsche Gesellschaft für Gastroenterologie, Verdauungs- und Stoffwechselkrankheiten (DGVS)
- Deutsche Gesellschaft für Gefäßchirurgie und Gefäßmedizin – Gesellschaft für operative, endovaskuläre und präventive Gefäßmedizin (DGG)
- Deutsche Gesellschaft für Geriatrie (DGG)
- Deutsche Gesellschaft für Gerontologie und Geriatrie (DGGG)
- Deutsche Gesellschaft für Gerontopsychiatrie und -psychotherapie (DGGPP)
- Deutsche Gesellschaft für Geschichte der Nervenheilkunde (DGGN)
- Deutsche Gesellschaft für Gesundheitsökonomie (dggö)
- Deutsche Gesellschaft für Gynäkologie und Geburtshilfe (DGGG)

## H
- Deutsche Gesellschaft für Hals-Nasen-Ohren-Heilkunde, Kopf- und Hals-Chirurgie (DGHNO-KHC)
- Deutsche Gesellschaft für Hämatologie und Medizinische Onkologie (DGHO)
- Deutsche Gesellschaft für Handchirurgie (DGH)
- Deutsche Gesellschaft für Hebammenwissenschaft
- Deutsche Gesellschaft für Humangenetik (GfH)
- Arbeitsgemeinschaft für Angewandte Humanpharmakologie (AGAH)[2][3]
- Deutsche Gesellschaft für Hygiene und Mikrobiologie (DGHM)
- Gesellschaft für Hygiene, Umweltmedizin und Präventivmedizin (GHUP)
- Deutsche Gesellschaft für Hypertonie und Prävention – Deutsche Hochdruckliga (DHL)

## I
- Deutsche Gesellschaft für Immungenetik (DGI)
- Deutsche Gesellschaft für Immunologie (DGfI)
- Deutsche Gesellschaft für Implantologie im Zahn-, Mund- und Kieferbereich (DGI)
- Deutsche Gesellschaft für Infektiologie (DGI)
- Paul-Ehrlich-Gesellschaft für Infektionstherapie (PEG)
- Deutsche Gesellschaft für Innere Medizin (DGIM)
- Deutsche Interdisziplinäre Vereinigung für Intensiv- und Notfallmedizin (DIVI)
- Deutsche Gesellschaft für Internistische Intensivmedizin und Notfallmedizin (DGIIN)

## K
- Deutsche Gesellschaft für Kardiologie - Herz- und Kreislaufforschung (DGK)
- Deutsche Gesellschaft für Kieferorthopädie (DGKFO)
- Deutsche Gesellschaft für Kinder- und Jugendmedizin (DGKJ)
- Deutsche Gesellschaft für Kinder- und Jugendpsychiatrie, Psychosomatik und Psychotherapie (DGKJP)
- Gesellschaft für Kinder- und Jugendrheumatologie (GKJR)
- Deutsche Gesellschaft für Kinderchirurgie (DGKCH)
- Deutsche Gesellschaft für Kinderzahnheilkunde (DGKiZ)
- Deutsche Gesellschaft für Klinische Chemie und Laboratoriumsmedizin (DGKL)
- Deutsche Gesellschaft für Klinische Neurophysiologie und Funktionelle Bildgebung (DGKN)
- Deutsche Gesellschaft für Klinische Pharmakologie und Therapie (DGKliPha)
- Deutsche Gesellschaft für Klinische Psychotherapie, Prävention und Psychosomatische Rehabilitation (DGPPR)
- Gesellschaft für Klinische Toxikologie
- Deutsche Gesellschaft für Koloproktologie (DGK)
- Deutsche Kontinenz Gesellschaft (DKG)
- Bundesverband Deutscher Krankenhausapotheker (ADKA)
- Deutsche Gesellschaft für Krankenhaushygiene (DGKH)
- Deutsche Krebsgesellschaft (DKG)
- Deutschsprachige Gesellschaft für Kunst und Psychopathologie des Ausdrucks (DGPA)[4][5]

## L
- Deutsche Gesellschaft für Biophotonik und Lasermedizin (DGLM)
- Deutsche Gesellschaft für Luft- und Raumfahrtmedizin
- Gesellschaft Deutschsprachiger Lymphologen (GDL)

## M
- Deutsche Gesellschaft für Manuelle Medizin (DGMM)
- Fachverband Medizingeschichte
- Gesellschaft für Medizinische Ausbildung (GMA)
- Deutsche Gesellschaft für Medizinische Informatik, Biometrie und Epidemiologie (GMDS)
- Deutsche Gesellschaft für Medizinische Physik (DGMP)
- Deutsche Gesellschaft für Medizinische Psychologie und Psychopathometrie (DGMPP)
- Deutsche Gesellschaft für Medizinische Psychologie (DGMP)
- Deutsche Gesellschaft für Medizinische Soziologie (DGMS)
- Deutsche Gesellschaft für Medizinrecht (DGMR)
- Deutsche Migräne- und Kopfschmerzgesellschaft (DMKG)
- Deutsche Gesellschaft für Mund-, Kiefer- und Gesichtschirurgie (DGMKG)
- Deutschsprachige Mykologische Gesellschaft (DMykG)

## N
- NVL-Programm (Nationale Versorgungsleitlinien) von BÄK, KBV, AWMF
- Deutsche Gesellschaft für Naturheilkunde (DGNHK)
- Gesellschaft für Neonatologie und pädiatrische Intensivmedizin (GNPI)
- Deutsche Gesellschaft für Nephrologie (DGfN)
- Deutsche Gesellschaft für Neurochirurgie (DGNC)
- Deutsche Gesellschaft für Neurogastroenterologie und Motilität (DGNM)
- Deutsche Gesellschaft für Neurointensiv- und Notfallmedizin (DGNI)
- Deutsche Gesellschaft für Neurologie (DGN)
- Deutsche Gesellschaft für Neuromodulation (DGNM)
- Gesellschaft für Neuropädiatrie (GNP)
- Deutsche Gesellschaft für Neuropathologie und Neuroanatomie (DGNN)
- Arbeitsgemeinschaft für Neuropsychopharmakologie und Pharmakopsychiatrie (AGNP)
- Deutsche Gesellschaft für Neuroradiologie (DGNR)
- Deutsche Gesellschaft für Neurorehabilitation (DGNR)
- Deutsche Gesellschaft für Neurowissenschaftliche Begutachtung (DGNB)
- Deutsche Gesellschaft für Interdisziplinäre Notfall- und Akutmedizin (DGINA)
- Deutsche Gesellschaft für Nuklearmedizin (DGN)

## O
- Deutsche Ophthalmologische Gesellschaft (DOG)
- Deutsche Gesellschaft für Orthopädie und Orthopädische Chirurgie (DGOOC)
- Deutsche Gesellschaft für Orthopädie und Unfallchirurgie (DGOU)
- Deutsche Gesellschaft für Osteologie (DGO)

## P
- Gesellschaft für Pädiatrische Allergologie und Umweltmedizin (GPA)
- Gesellschaft für Pädiatrische Gastroenterologie und Ernährung (GPGE)
- Arbeitsgemeinschaft Pädiatrische Immunologie (API)
- Deutsche Gesellschaft für Pädiatrische Infektiologie (DGPI)
- Deutsche Gesellschaft für Pädiatrische Kardiologie und Angeborene Herzfehler (DGPK)
- Gesellschaft für Pädiatrische Nephrologie (GPN)
- Gesellschaft für Pädiatrische Onkologie und Hämatologie (GPOH)
- Gesellschaft für Pädiatrische Pneumologie (GPP)
- Gesellschaft für Pädiatrische Radiologie (GPR)
- Deutsche Gesellschaft für pädiatrische und adoleszente Endokrinologie und Diabetologie (DGPAED)
- Deutsche Gesellschaft für Palliativmedizin (DGP)
- Deutschsprachige Medizinische Gesellschaft für Paraplegiologie
- Deutsche Gesellschaft für Parkinson und Bewegungsstörungen (DPG)
- Deutsche Gesellschaft für Parodontologie (DG PARO)
- Deutsche Gesellschaft für Pathologie (DGP)
- Deutsche Gesellschaft für Perinatale Medizin (DGPM)
- Deutsche Gesellschaft für Pflegewissenschaft (DGP)
- Deutsche Gesellschaft für Pharmakologie (DGP)
- Deutsche Gesellschaft für Pharmazeutische Medizin (DGPharMed)
- Deutsche Gesellschaft für Phlebologie und Lymphologie (DGPL)
- Deutsche Gesellschaft für Phoniatrie und Pädaudiologie (DGPP)
- Deutsche Gesellschaft für Physikalische und Rehabilitative Medizin (DGPRM)
- Deutsche Physiologische Gesellschaft (DPG)
- Gesellschaft für Phytotherapie (GPT)
- Deutsche Gesellschaft für Plastische und Wiederherstellungschirurgie (DGPW)c
- Deutsche Gesellschaft für Plastische, Rekonstruktive und Ästhetische Chirurgie (DGPRÄC)
- Deutsche Gesellschaft für Pneumologie und Beatmungsmedizin (DGP)
- Deutsche Gesellschaft für Prävention und Rehabilitation von Herz-Kreislauferkrankungen (DGPR)
- Deutsche Gesellschaft für Prothetische Zahnmedizin und Biomaterialien (DGPro)
- Deutsche Gesellschaft für Psychiatrie und Psychotherapie, Psychosomatik und Nervenheilkunde (DGPPN)
- Deutsche Gesellschaft für Psychoanalyse, Psychotherapie, Psychosomatik und Tiefenpsychologie (DGPT)
- Deutsche Gesellschaft für Psychologische Schmerztherapie und -forschung (DGPSF)
- Deutsche Gesellschaft für Psychosomatische Frauenheilkunde und Geburtshilfe (DGPFG)
- Deutsche Gesellschaft für Psychosomatische Medizin und Ärztliche Psychotherapie (DGPM)
- Deutsche Gesellschaft für Public Health (DGPH)
- Deutsches Kollegium für Psychosomatische Medizin (DKPM)
- Deutschsprachige Gesellschaft für Psychotraumatologie (DeGPT)

## Q
- Gesellschaft für Qualitätsmanagement in der Gesundheitsversorgung (GQMG)
- INSTAND Gesellschaft zur Förderung der Qualitätssicherung in medizinischen Laboratorien

## R
- Deutsche Gesellschaft für Radioonkologie (DEGRO)
- Deutsche Gesellschaft für Rechtsmedizin (DGRM)
- Deutsche Gesellschaft für Rehabilitationswissenschaften (DGRW)
- Deutsche Gesellschaft für Reproduktionsmedizin  (DGRM)
- Deutsche Gesellschaft für Rheumatologie und Klinische Immunologie (DGRh)
- Deutsche Röntgengesellschaft, Gesellschaft für Medizinische Radiologie (DRG)

## S
- Gesellschaft für Schädelbasischirurgie (GSB)
- Deutsche Gesellschaft für Schlafforschung und Schlafmedizin (DGSM)
- Deutsche Schlaganfall-Gesellschaft (DSG)
- Deutsche Schmerzgesellschaft
- Deutsche Gesellschaft für Senologie (DGS)
- Deutsche Sepsis-Gesellschaft (DSG)
- Deutsche Gesellschaft für Sexualforschung (DGfS)
- Deutsche STI-Gesellschaft (DSTIG) – Gesellschaft zur Förderung der Sexuellen Gesundheit
- Deutsche Gesellschaft für Sexualmedizin und Sexualpsychologie (DGSMP)
- Deutsche Gesellschaft für Sozialmedizin und Prävention (DGSMP)
- Deutsche Gesellschaft für Sozialpädiatrie und Jugendmedizin (DGSPJ)
- Deutsche Gesellschaft für Sportmedizin und Prävention (DGSP)
- Deutsche Gesellschaft für Suchtforschung und Suchttherapie (DG-Sucht)

## T
- Gesellschaft für Tauch- und Überdruckmedizin (GTÜM)
- Deutsche Gesellschaft für Thorax-, Herz- und Gefäßchirurgie (DGTHG)
- Deutsche Gesellschaft für Thoraxchirurgie (DGT)
- Gesellschaft für Thrombose- und Hämostaseforschung (GTH)
- Deutsche Gesellschaft für Transfusionsmedizin und Immunhämatologie (DGTI)
- Gesellschaft für Transitionsmedizin  (GfTM)
- Deutsche Gesellschaft für Tropenmedizin, Reisemedizin und Globale Gesundheit (DTG)

## U
- Deutsche Gesellschaft für Ultraschall in der Medizin (DEGUM)
- Deutsche Gesellschaft für Unfallchirurgie (DGU)
- Deutsche Gesellschaft für Urologie (DGU)

## V
- Deutsche Gesellschaft für Verbrennungsmedizin (DGV)
- Deutsche Gesellschaft für Verhaltensmedizin und Verhaltensmodifikation (DGVM)
- Deutsche Ärztliche Gesellschaft für Verhaltenstherapie (DÄVT)
- Deutsche Gesellschaft für Verkehrsmedizin (DGVM)
- Gesellschaft für Virologie (GfV)

## W
- Deutsche Gesellschaft für Wehrmedizin und Wehrpharmazie
- Deutsche Wirbelsäulengesellschaft (DWG)
- Deutsche Gesellschaft für Wundheilung und Wundbehandlung

## Z
- Deutsche Gesellschaft für Zahn-, Mund- und Kieferheilkunde (DGZMK)
- Deutsche Gesellschaft für Zahnerhaltung (DGZ)
- Deutsche Gesellschaft für Zytologie (DGZ)